# Carex scopulorum
Carex scopulorum är en halvgräsart som beskrevs av Herman Theodor Holm. Carex scopulorum ingår i släktet starrar, och familjen halvgräs.

## Underarter
Arten delas in i följande underarter:
- C. s. bracteosa
- C. s. prionophylla
- C. s. scopulorum